# Джураев, Дилшод Суратович
Дилшод Суратович Джураев (узб. Dilshod Suratovich Jo'rayev, Dilshod Surat o'g'li Jo'rayev; род. 18 сентября 1991 или 21 апреля 1992, Ташкент) — узбекский футболист, защитник клуба «Хорезм». Выступал за национальную сборную Узбекистана.

## Карьера
Дилшод Джураев начал свою профессиональную карьеру в 2011 году в составе ташкентского клуба «Бунёдкор». В том сезоне Джураев играл в двух матчах в составе «Бунёдкора». Весной 2012 года «Бунёдкор» сдал Джураева в качестве аренды самаркандскому «Динамо». В составе «Динамо», Дилшод Джураев играл в восьми матчах чемпионата Узбекистана и Кубка Узбекистана, но не смог забить ни одного гола.
В августе 2012 года, «Бунёдкор» вернул Дилшода Джураева. С осени 2012 года Джураев стал одним из главных игроков «Бунёдкора». В том году его пригласили в национальную сборную Узбекистана.
С 2012 года в составе «Бунёдкора» он играл в 21 матчах, а в сборной играл в двух матчах и забил один гол.

## Достижения
- Чемпион Узбекистана: 2011, 2013
- Вице-чемпион Узбекистана: 2012
- Обладатель Кубка Узбекистана: 2012, 2013
- Финалист Кубка Узбекистана: 2014
- Обладатель Суперкубка Узбекистана: 2014